# Ana Maria de Bragança e Ligne de Sousa Tavares Mascarenhas da Silva
D. Ana Maria de Bragança e Ligne de Sousa Tavares Mascarenhas da Silva, de seu nome completo Ana Maria José Domingos Francisca Júlia Senhorinha Mateus Joana Carlota de Bragança e Ligne Sousa Tavares Mascarenhas da Silva (Lisboa, 21 de setembro de 1797 - Lisboa, 12 de setembro de 1851) foi uma nobre portuguesa filha de D. João Carlos de Bragança, 2º Duque de Lafões e que sucedeu ao pai nos títulos e comendas da Casa de Lafões.

## Biografia
D. Ana Maria era a filha mais velha de D. João Carlos de Bragança, 2º Duque de Lafões, e de sua mulher D. Henriqueta Júlia Lorena e Meneses, filha do Marquês de Marialva.
O casal tivera um filho varão, D. José João Miguel de Bragança e Ligne de Sousa Tavares Mascarenhas da Silva, que, por mercê especial da rainha D. Maria I, recebera o título de Duque de Miranda do Corvo, a ser usado pelo herdeiro do Duque de Lafões, em vida do pai. Mas o menino morreu em 1801, apenas com 6 anos.
D. Ana Maria tornou-se herdeira da Casa paterna e, em 1806, pela morte de seu pai, sucedeu-lhe em todos os títulos, bens e comendas da Casa de Lafões.
Em 1823, pela morte sem descendência, do seu tio materno, D. Pedro José Joaquim Vito de Meneses Coutinho, 6º Marquês de Marialva, D. Ana Maria sucedeu-lhe nas diversas honras da Casa de Marialva. A representação da Casa de Marialva foi incorporada na Casa de Lafões.
Tornando-se um dos melhores partidos do Reino, D. Ana Maria veio a casar, a 24 de novembro de 1819 com o seu parente D. Segismundo Caetano Álvares Pereira de Mello, filho segundo dos quintos Duques de Cadaval, nascido a 10 de novembro de 1800. Foi-lhe tornada extensiva a mercê dos títulos de Duque de Lafões (1819 e carta de 19 de abril de 1823), Marquês de Arronches e Conde de Miranda do Corvo. Foi Par do Reino, do Conselho de El-rei, grã-cruz da Ordem de Nossa Senhora da Conceição de Vila Viçosa, Comendador da Ordem de Cristo, Cavaleiro de São João de Jerusalém e sócio da Academia Real das Ciências. Antes do casamento fruía já das honras do Marquês como filho segundo dos Duques de Cadaval
Em 1826, D. Segismundo Caetano fez parte da comissão que, após o falecimento de D. João VI foi ao Brasil cumprimentar D. Pedro IV como herdeiro da coroa portuguesa. No entanto, a promulgação da carta trazida por Sir Charles Stuart eliminou uma parte do importante papel político de que embaixada ía incumbida, reduzindo-se a uma mera apresentação de cumprimentos ao imperador-rei.

## Casamento e descendência
Como já referido, D. Ana Maria casou em Lisboa, em 24 de novembro de 1819, com D. Segismundo Caetano Álvares Pereira de Melo, segundo filho do 5.º Duque de Cadaval, que nascera a 10 de novembro de 1800, vindo a falecer em Lisboa a 27 de maio de 1867.
Deste casamento nasceram cinco meninas:
1. Maria Carlota (1820-1865) herdeira da Casa Ducal de Lafões mas que nunca se encartou por ser afeiçoada à causa de D. Miguel. Casou em Lisboa em 27 de setembro de 1853 com Pedro de Portugal e Castro (1830-1878), quarto filho do 5º Marquês de Valença, com geração;
2. Henriqueta Maria (1821-1839), sem aliança e sem geração, sepultada em Paris;
3. Ana da Piedade (1822-1856) que casou em Paris a 5 de outubro de 1840 com Francisco de Sales Zargo da Câmara, Marquês da Ribeira Grande, com geração;
4. Maria Isabel (1830-…) que casou em Paris a 19 de junho de 1848 com José Menezes da Silveira e Castro, 2º Marquês de Valada, com geração;
5. Maria da Assunção (1831-1858), que casou em 25 de junho de 1857 com Francisco de Sales Zargo da Câmara, Marquês da Ribeira Grande, seu cunhado,[2] com geração.